# بيرد كارول
بيرد كارول (بالإنجليزية: Bird Carroll)‏ هو لاعب كرة قدم أمريكية أمريكي، ولد في 25 يوليو 1896 في سكوتدالي في الولايات المتحدة، وتوفي في 1982 في وينتر بارك، فلوريدا في الولايات المتحدة.

## وصلات خارجية
- بيرد كارول على موقع مرجع كرة القدم المحترفة.كوم (الإنجليزية)